# Paronana pigmenta
Paronana pigmenta är en urinsektsart som beskrevs av John Tenison Salmon 1941. Paronana pigmenta ingår i släktet Paronana och familjen Paronellidae. Inga underarter finns listade i Catalogue of Life.